# Lindhagensgatan

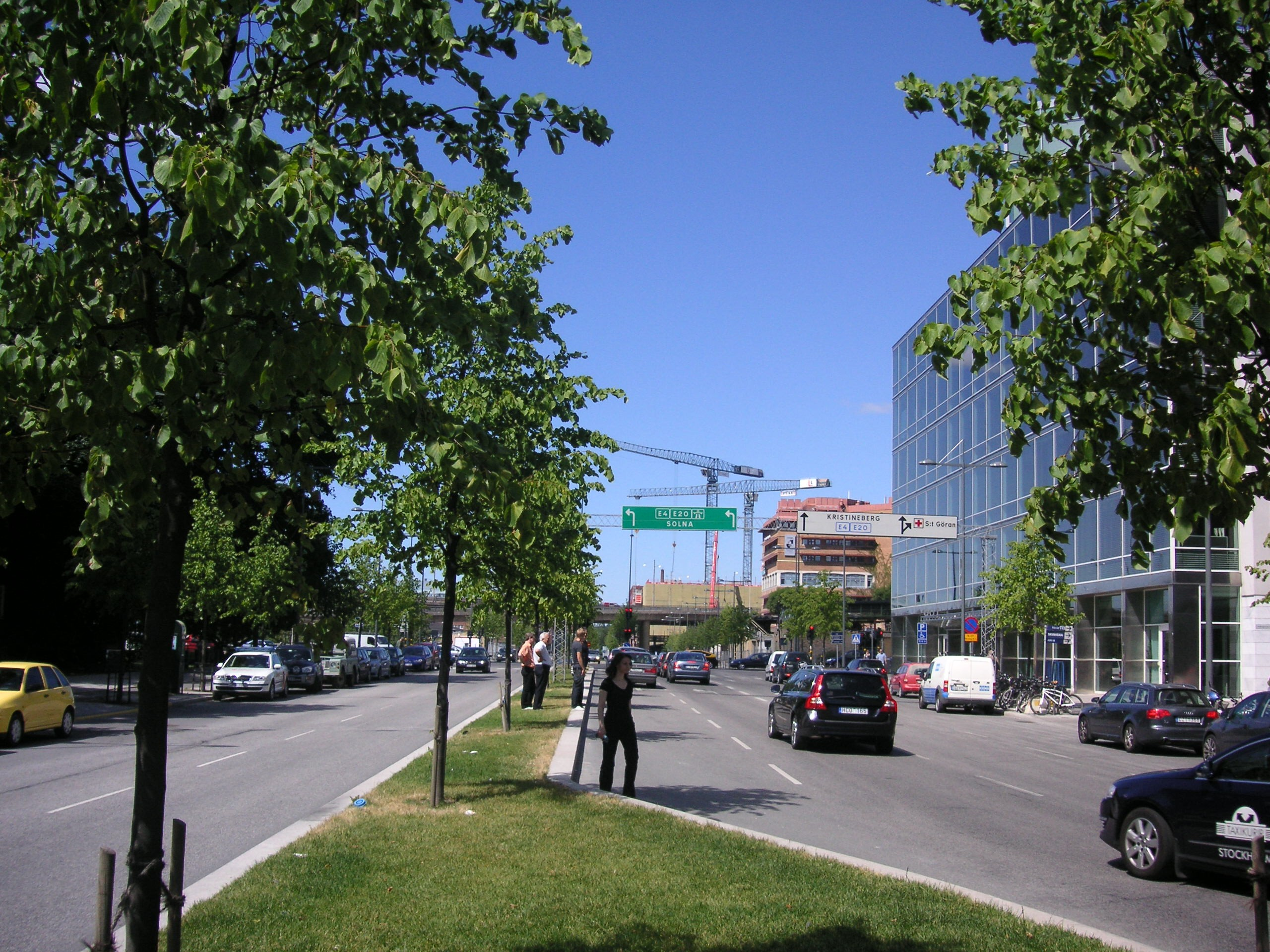
Lindhagensgatan mot nordväst, juli 2008

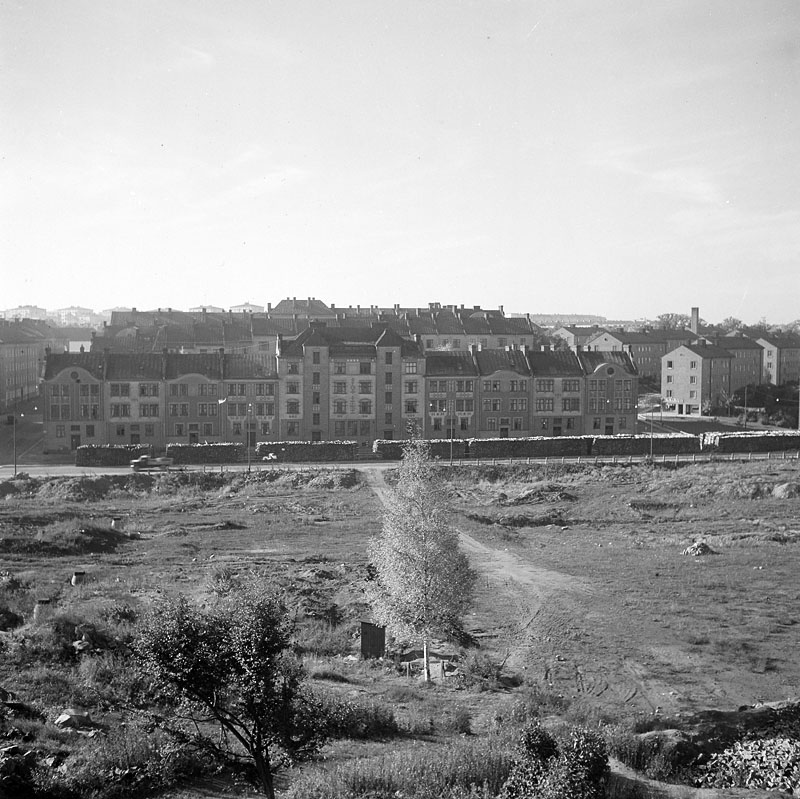
Bostadsområdet Holmia vid gatan, 1947

Lindhagensgatan är en gata på Kungsholmen i centrala Stockholm. Gatan sträcker sig i nordvästlig riktning från Lindhagensplan till Ulvsundasjön och är cirka 1 150 meter lång. Gatan fick sitt namn 1888.
Lindhagensgatan fick sitt namn 1888 efter stadsplaneraren Albert Lindhagen. Han var den ledande gestalten bakom Stockholms gaturegleringar på 1860- till 1870-talen. Lindhagensgatan på Kungsholmen drogs enligt dåtidens stadsplaneideal spikrakt i nordvästlig riktning genom den västra delen av Kungsholmen och utriktades mot Huvudsta gård. Vid korsningen med Drottningholmsvägen (dagens Lindhagensplan) skulle den fortsätta cirka 500 meter i sydostlig riktning till Riddarfjärden och sluta i Rålambstorget (dagens Rålambshovsparken). Detta förklarar de märkligt höga husnumren längs Lindhagensgatan, där det lägsta numret är 45. Lägre nummer reserverades för den del som inte byggdes.
Enligt Lindhagens stadsplan för Kungsholmen från 1866 skulle gatan få en sydlig parallellgata mellan Drottningholmsvägen och Ulvsundasjön. Längs båda gatorna skulle det finna täta stadskvarter. På Rudolf Brodins Karta över Stockholm från 1908 finns dessa båda parallellgator fortfarande med, där Lindhagensgatans "systergata" fick namnet Geijersvägen. Varken förlängningen till Riddarfjärden eller Geijersvägen blev genomförda.
Lindhagensgatan kantas av bostäder i sydvästra delen och nu (juni 2011) pågår även byggande av bostäder längst i norr. Annars etablerade sig stora kontorshus och industrianläggningar längs gatan. Från Stora Bryggeriet och Hornsbergsdepån i norr till Securitas huvudkontor i söder. Flera stora företag har sina huvudkontor här, bland andra Skandia och SL.
År 2006 började en stor upprustning av Lindhagensgatan genom Stockholms stads exploateringskontor. Gatan har förvandlats till en esplanad med nya trädplanteringar. År 2006-2007 byggdes gatan om med två körfält i vardera riktningen och en gräsbevuxen mittremsa, dessutom planterades 274 kejsarlindar i fyrdubbla rader, en rad på ömse sidor gatan och en dubbel trädrad i mittremsan. 
Vid Lindhagensgatans avslutning mot Ulvsundasjön uppfördes under åren 2008 till 2012 bostadshöghuset kvarteret Lusten, som ingår i ett nytt område med 1200 sjönära bostäder och inom projektet Lindhagen skapas ytterligare bostäder och nya arbetsplatser mellan Stadshagen och Kristineberg.